# Sialadenitis
Eine Sialadenitis oder Speicheldrüsenentzündung (auch Sialoadenitis, von altgriechisch σίαλον síalon, deutsch ‚Speichel‘, ἀδεν áden, deutsch ‚Drüse‘ und -ίτις -ítis, deutsch ‚Entzündung‘) ist eine Entzündung (Adenitis) der Speicheldrüsen. Sind die Ausführungsgänge der Speicheldrüsen entzündet, spricht man von einer Sialodochitis.
Es sind infektiöse und nicht-infektiöse Ursachen zu unterscheiden. Schmerzen und Schwellung bestimmen das klinische Bild. Die Diagnose kann oft auf den ersten Blick gestellt werden. Die Behandlung richtet sich nach der Ursache und kann die Gabe von Antibiotika, operative oder symptomorientierte Maßnahmen umfassen.

## Ursachen

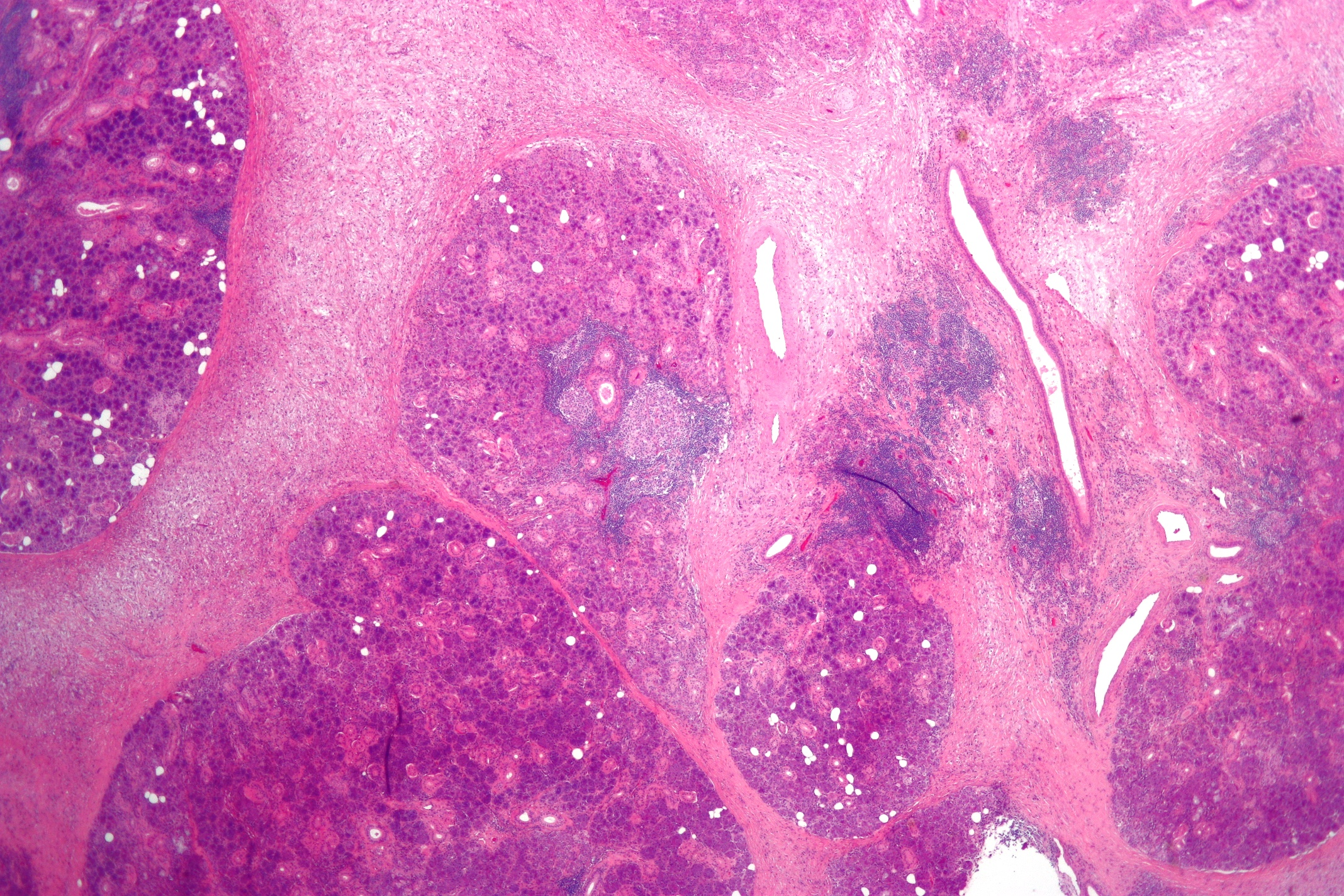
Histologisches Bild bei chronischer Sialadenitis mit Lymphozyten-Infiltration und Fibrose

Akute eitrige Entzündungen der Speicheldrüsen (akute Speicheldrüsenentzündung) werden oft durch Bakterien wie Staphylokokken oder Streptokokken verursacht. Sie werden – vorwiegend bei der Glandula parotis – durch einen verminderten Speichelfluss oder – vorwiegend bei der Glandula submandibularis – durch Speichelsteine (Sialolithiasis) begünstigt.
Virale Erreger einer Speicheldrüsenentzündung sind unter anderen das Mumpsvirus (Erreger von Mumps), das Influenzavirus, das Coxsackie-Virus und das Cytomegalievirus.
Eine strahlenbedingte Entzündung kann bei einer Strahlentherapie im Kopf-Hals-Bereich oder bei einer Radiojodtherapie auftreten.
Bestimmte Autoimmunerkrankungen wie das Sjögren-Syndrom können eine Entzündung der Speicheldrüsen verursachen. Oft kann bei einer chronisch-rezidivierenden Parotitis keine Ursache identifiziert werden. (Eine chronische Parotitis wurde bei Gicht, Urämie und manchen Vergiftungen (Quecksilber, Jod, Kupfer, Blei) sowie als Teilsymptom des Sjögren-Syndroms beobachtet).

## Klinische Erscheinungen
Typischerweise besteht eine Schwellung der betroffenen Drüsen, die auch schmerzhaft ist. Je nach Ursache bestehen zusätzlich Allgemeinsymptome, wie allgemeines Krankheitsgefühl oder Fieber.
Bei Speichelsteinen oder bei chronisch-rezidivierender Entzündung sind die Beschwerden des Patienten oft einseitig, beim Mumps oder dem Sjögren-Syndrom meist beidseitig.

## Untersuchungsmethoden und Befunde

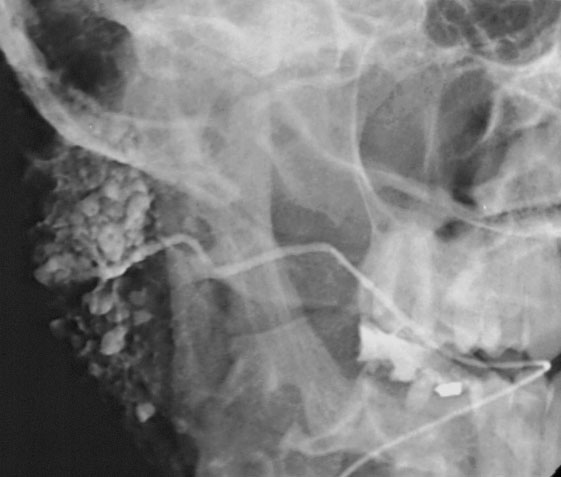
Sialografie bei Verdacht auf Sjögren-Syndrom.

Oft lässt sich die Diagnose mit dem ersten Blick auf den Patienten stellen („Blickdiagnose“).
Im Bereich der Mündung des Ausführungsganges der betroffenen Drüse in der Mundschleimhaut findet sich oft eine Schwellung und Rötung. Sich entleerender Eiter weist auf eine bakterielle Entzündung hin, klares Sekret auf eine virale Entzündung.
Die Sonografie kann die Diagnose in unklaren Fällen stützen. Die Sialografie kann bei chronischen Verläufen wertvolle Hinweise zur Differentialdiagnose geben. Bei einer chronisch-rezidivierenden Sialadenitis findet sich ein Bild wie bei einem „belaubten Baum“. Dagegen sind viele Drüsengänge bei einem Sjögren-Syndrom zerstört („rarefiziert“), sodass sich das Bild eines „entlaubten Baumes“ ergibt. Bei einer akuten Speicheldrüsenentzündung ist die Sialografie kontraindiziert.

## Behandlung
Die Behandlung richtet sich nach der Ursache. Bei bakterieller Infektion werden Antibiotika gegeben. Gelegentlich wird eine Abszessspaltung und -drainage notwendig. Bei viralen Entzündungen wird symptomatisch behandelt (feuchte Umschläge, breiförmige Kost).
Eine akute Sialadenitis, die unter einer Radiojodtherapie auftritt, lässt sich mit Kühlung und entzündungshemmenden Medikamenten wie nichtsteroidalen Antirheumatika oder Glucocorticoiden meistens gut lindern. Die Beschwerden klingen aber auch ohne Behandlung innerhalb weniger Tage ab.
Beim Sjögren-Syndrom steht die Behandlung der Grunderkrankung im Vordergrund. Die bei dieser Erkrankung und bei der strahlenbedingten Sialadenitis auftretende Mundtrockenheit wird mit künstlichem Speichel oder Sialagoga gemildert.
Bei schweren chronisch-rezidivierenden Verläufen kann eine Entfernung der betroffenen Speicheldrüse notwendig werden (Sialadenektomie, zum Beispiel Parotidektomie).
Bei einem blockierenden Speichelstein in einem Ausführungsgang einer Speicheldrüse, kann der Ausführungsgang durch eine simple Operation erweitert werden. Der Stein wird meistens weggespült.
Hierbei wird meistens der Gang mit einer Schere angeschnitten. Zudem wird empfohlen viel zu trinken, gegebenenfalls Kaugummis zu kauen, damit der Speichelfluss angeregt wird.

## Heilungsaussicht
Die viralen Entzündungen der Speicheldrüsen heilen mit der Überwindung der Infektion ab. Insbesondere beim Mumps können aber Komplikationen auftreten (siehe Mumps#Komplikationen).
Die chronisch-rezidivierende Sialadenitis heilt oft nach der Pubertät aus.